# Kickboxer 5
Kickboxer 5: The Redemption es una película de acción de 1995, lanzada directamente al VHS, y es protagonizada por Mark Dacascos. Es la quinta y última entrega de la saga Kickboxer; en esta película la trama es diferente a sus antecesoras, es sobre Matt Reeves y la misteriosa muerte de David Sloane.

## Argumento
Para iniciar su propia federación  de Kickboxing,la organización Tarántula  utiliza métodos radicales:con campeones que se niegan a sus ofertas  que son simplemente eliminados.  Matt Reeves "Mark Dacascos" decide  ir a Sudáfrica a enfrentar a Mr. Negaal "James Ryan" para vengar la muerte de dos amigos que fueron asesinados por Negaal y la organización Tarántula por negarse a pertenecer a su federación.

## Reparto
- Mark Dacascos - Matt Reeves
- James Ryan- Mr. Negaal
- Geoff Meed - Paul Croft
- Tony Caprari - Moon
- Greg Latter - Bollen
- Duane Porter - Bull
- Georoge Moolman - Pinto
- Rulan Booth - Angie
- Robert Whitehead - Tito
- Denney Pierce - Johnny
- John Hussey - Chalky

## Serie
- Kickboxer
- Kickboxer 2: The Road Back
- Kickboxer 3: The Art of War
- Kickboxer 4:The Aggresor
- Kickboxer 5: The Redemption
- Kickboxer: Revenge